# Cleve (Rensefeld)
Cleve (Rensefeld) war ein Dorf auf dem heutigen Gebiet der Stadt Bad Schwartau – Ortsteil Cleverbrück das zuletzt zur Landgemeinde Rensefeld gehörte.

## Geschichte
Der Name „Cleve“ leitet sich entweder von dem Ortsnamen „Kleve“, früher auch „Cleve“, den aus Westfalen stammende Siedler auf ihre neue Heimat übertragen haben oder von der Bezeichnung für die in dem Gebiet befindlichen Hänge (Cleve = „Kliff“ oder „Steilhang“) ab. Das zum Dorf gehörende Land umfasste teils sandige, wenig fruchtbare Flächen.
- Das Dorf Cleve wurde 1197 erstmals erwähnt. Zu diesem Zeitpunkt gehört es – mit den Ländereien, auf denen es sich befindet – dem Lübecker Johanniskloster.
- 1246 wird das Dorf an den Lübecker Bischof (Johannes I.) verkauft – geht später wieder in das Eigentum des Johanniskloster – das mittlerweile z. T. in Cismar ansässig ist – über.
- 1325 wird Cleve an den Kustos des Lübecker Domes verkauft – zu diesem Zeitpunkt umfasst es 10 Hufen – der es 1333 dem Lübecker Dom stiftete (womit Cleve in den Besitz des Lübecker Domkapitels als Teil des Hochstifts Lübeck kam).

Bis 1700 verringert sich die Anzahl der Hufe auf vier. 1799 reduzierte sich die Anzahl durch Besitzzusammenführung auf drei Hufen, 1847 auf demselben Weg auf zwei Hufen, wovon eine seit 1846 Adam Bartold Ludwig von Lützow gehörte, der darauf einen Hof anlegen ließ, den er bis 1855 behielt. Eine der Hufen erwirbt 1897 Ferdinand Björnsen – der kurz danach auch die andere Hufe erwirbt – womit das Dorf spätestens zu diesem Zeitpunkt nicht mehr besteht.
An der Stelle des Dorfes Cleve wurde der Bauernhof "Cleverhof" angelegt.
Ferdinand Björnsen entwickelte ab 1904 auf dem am Lübecker Landgraben und Tremser Teich gelegenen, südöstlichen Teil seiner Besitzungen die Villenkolonie Cleverbrück.

## Clever Landwehr
(53° 54′ 7,2″ N, 10° 40′ 19,2″ O)
Durch den 1333 erfolgten Übergang des Dorfes Cleve an das Hochstift Lübeck wurde die Grenze zwischen Lübeck und Cleve zu einer Landesgrenze. In der folgenden Zeit bildete sich in der südwestlichsten Ecke der Clever Feldmark (direkt an der Grenze zu Lübeck, die in ostwestlicher Richtung am Lübecker Landgraben und von dort aus Richtung Norden verlief) eine als Clever Landwehr bezeichnete Siedlung, deren wirtschaftliche Grundlage im Wesentlichen in Schmuggel bestand.

## Sonstiges
- An das ehemalige Dorf "Cleve" erinnert nur noch der Straßenname "Clever Landstraße".
- Der Name "Clever Landwehr" wird auf Karten noch zur Bezeichnung des Gebietes der ehemaligen Siedlung verwendet.

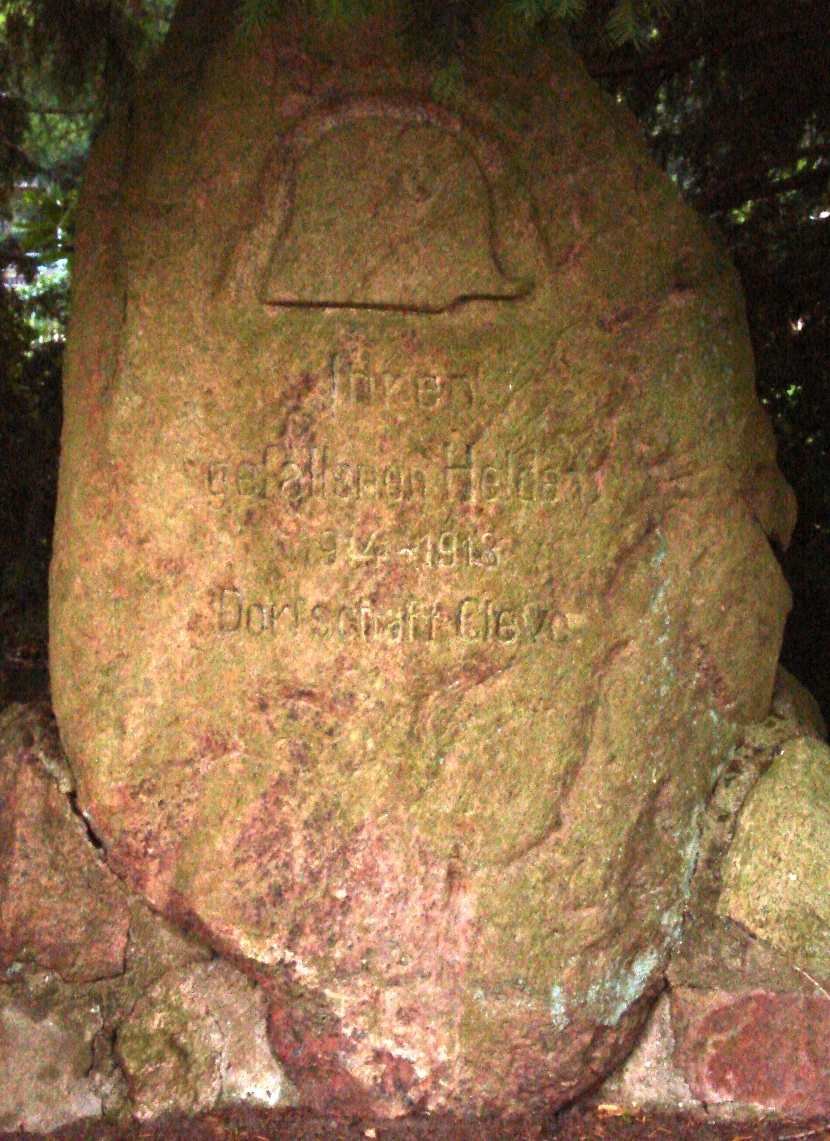
Gedenkstein mit Eintrag "Dorfschaft Cleve"

- An die "Dorfschaft Cleve" erinnert in Cleverbrück noch ein Gedenkstein an die Gefallenen des Ersten Weltkrieges.